# コモンウェルス・エアクラフト
コモンウェルス・エアクラフト（Commonwealth Aircraft Corporation 、連邦航空機社 : 通称CAC）は、かつてオーストラリアに存在した航空機メーカー。

## 歴史
1935年、オーストラリアの鉱業会社ブロークン・ヒル・プロプライエタリ (BHP)の最高責任者であるエシングトン・ルイスはヨーロッパを訪れ、戦争の勃発を危惧した。オーストラリアの航空機製造能力の欠如とイギリスからの航空機の供給が絶たれることを懸念し、オーストラリア政府に近代的な航空機開発会社の設立を説得するため業界に対しロビー活動を始めた。説得の必要性はあまり無く、政府はいくつかの企業との交渉を奨励した。1935年8月から始まったこの交渉の結果、翌年にはコモンウェルス・エアクラフト社(以下CAC)が設立された。当初の関連会社はBHP社だった。この会社の創業にはインペリアル・ケミカル・インダストリーズやオリエント・スチーム・ナビゲーション社も関わった。1936年10月17日にはオーストラリア、ポート・メルボルンに本社が設立され、翌年1937年9月には同拠点に工場が完成した。
設立直後、CACはトゥガン・エアクラフト社を買収し、これによりオーストラリアの航空技術者であるローレンス・ワケットをゼネラルマネージャーとして向かい入れた。ワケットの努力により、ノースアメリカン社のNA-16練習機をワイラウェイとしてライセンス生産する合意を受け、これがCAC初の航空機となった。また、彼はオーストラリアの生産力や需要に見合った航空機開発を牽引し、ブーメランやワケット等の航空機を開発した。
戦後はジェット機の開発も行うが、計画の段階を超える事は無かった。ノースアメリカン社のセイバーやアエルマッキ社のMB-326H、ベル社のカイオワ等をライセンス生産した。1985年、CACはデ・ハビランド・オーストラリア社の完全子会社となり、翌年にはホーカー・デ・ハビランド・ビクトリア株式会社に改名した。この会社は2000年にボーイング・オーストラリア社に買収された。

## 製品

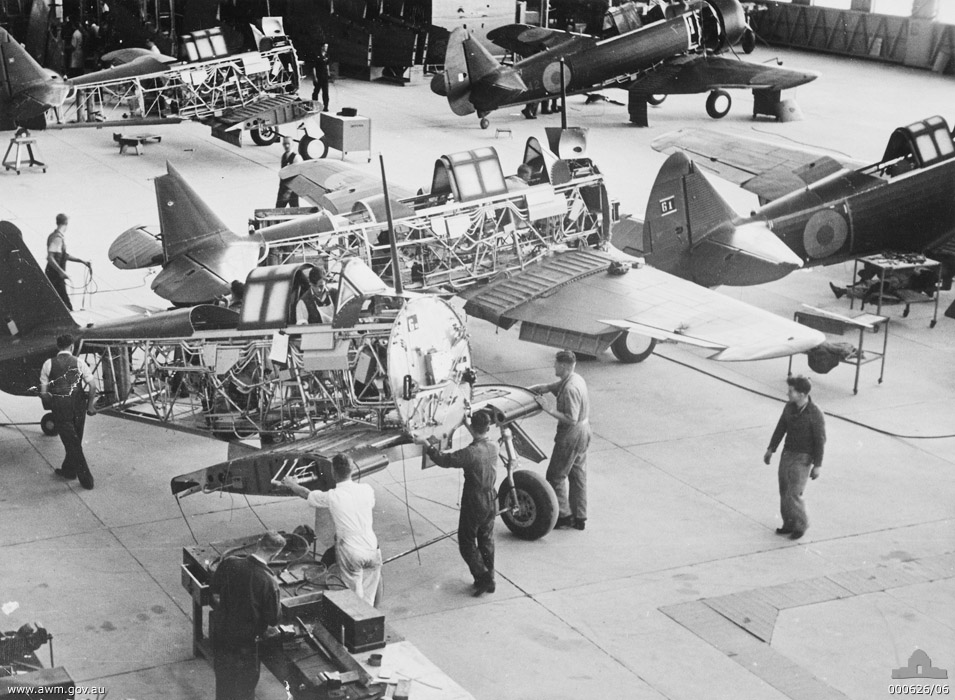
1940年にCAC工場で製造中のワイラウェイ

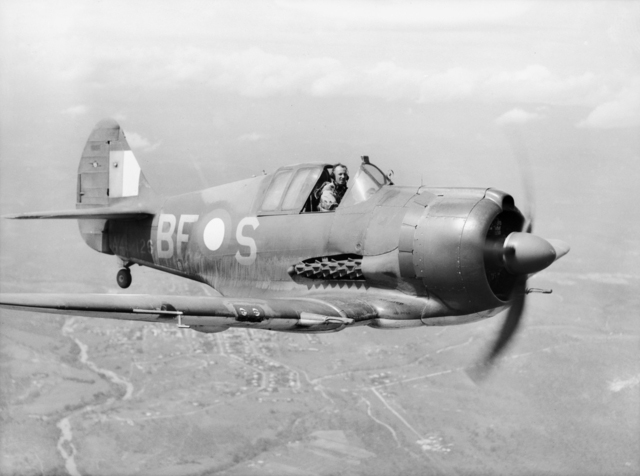
CAC ブーメラン

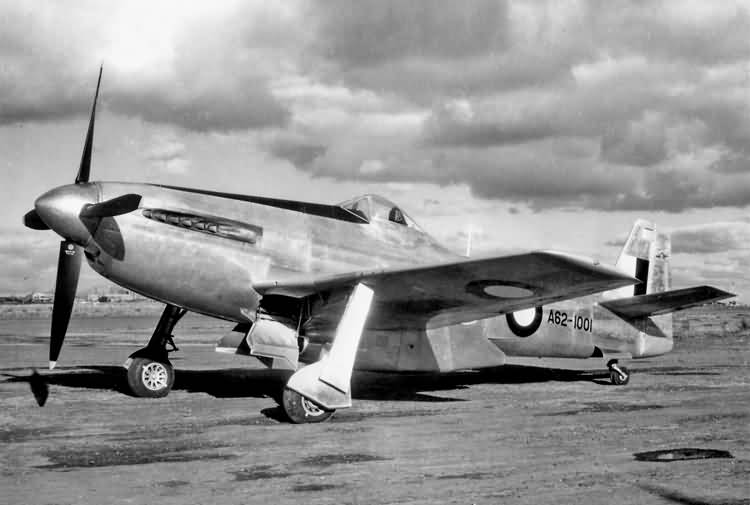
CAC カンガルー

- CA-1：ワイラウェイの最初の生産型。40機生産。(No.1 - 40)
- CA-2：ワケット（英語版）の試作型。2機製造。(No.101・102)
- CA-3：ワイラウェイの第二次生産型。60機生産。(No.41 - 100)
- CA-4：ウーメラの試作型。1機製造。(No.435)
- CA-5：ワイラウェイの第三次生産型。32機生産。(No.103 - 134)
- CA-6：ワケットの最初生産型。200機生産。(No.235 - 434)
- CA-7：ワイラウェイの第四次生産型。100機生産。(No.135 - 234)
- CA-8：ワイラウェイの第五次生産型。200機生産。(No.41 - 100)
- CA-9：ワイラウェイの第六次生産型。188機生産。(No.436 - 635)
- CA-10：ワイラウェイの改修提案型。計画のみ。
- CA-11：ウーメラの第二次生産型。105機が受注されたが契約は破棄され、1機のみが製造された。
- CA-12：ブーメランの最初の生産型。105機生産。(No.828 - 928)
- CA-13：ブーメランの第二次生産型。95機生産。(No.929 - 1023)
- CA-14：ブーメランのターボチャージャー搭載実験機。1機製造。(No.1074)
- CA-15：非公式に「カンガルー」としても知られる試作単座戦闘機。1機製造。(No.1073)
- CA-16：ワイラウェイの最終生産型。135機製造。(No.1075 - 1209)
- CA-17：マスタングの最初の生産型。80機を輸入し組み立てた。(No.1326 - 1405)
- CA-18：マスタングの第二次生産型。170機が受注されたが、50機がキャンセルされた。(1406 - 1525)
- CA-19：ブーメランの最終産型。49機生産。(No.1024 - 1072)
- CA-20：オーストラリア海軍に移管されたワイラウェイの呼称。17機が改修された。
- CA-21：マスタングの最終生産型。100機が受注されたが生産されずキャンセルされた。
- CA-22：ウィンジールの試作型。2機製造。(No.1526 - 1527)
- CA-23：双発複座の試作超音速戦闘機。計画のみ。
- CA-24：ホーカー P.1081（英語版）の派生型72機の生産契約だったがCA-24としては計画のみ。
- CA-25：ウィンジールの最初の生産型。62機生産。(CA25-1 - CA25-62)
- CA-26：セイバーの試作型。1機製造。(No.1528)
- CA-27：セイバーの生産型。111機生産。(CA27-1 - CA27-111)
- CA-28：農薬散布機セレス（英語版）の生産型。21機生産。(CA28-1 - CA18-21)
- CA-29：GAF（英語版）製造のミラージュ IIIEの改良型。101機の機体と140基のエンジンが生産された。
- CA-30：MB-326の生産型。20機を輸入し、77機を生産。(CA30-1 - CA30-97)
- CA-31：ジェット練習機。計画のみ。
- CA-32：OH-58 カイオワの生産型。12機を輸入し、44機を生産した。(CA32-13 - CA32-56)
- CA-33：輸入したP-3Cを改修した型の呼称。20機が改修された。
- CA-34：AAC ワミラ（英語版）のCAC生産型。計画のみ。
- CA-35：フォッカー F27にLADSシステムを組み込む改修を施した型の呼称。
- CA-36：細部の改修を施したF/A-18の生産型。73機の機体と158基のエンジン、更に17基のエンジン部品を生産した。